# Takénobu
Takénobu (настоящее имя Ник Огава [англ. Nick Ogawa]) — американский виолончелист и композитор японского происхождения. Музыку Takénobu можно услышать в ряде различных фильмов и на радио.
При создании своих минималистичных композиций Ник использует лупы, накладывая звуковые партии. Кроме того, он исполняет и вокальные партии, преимущественно на английском языке. На живых выступлениях его сопровождают скрипач Brian Harper и барабанщик John Craig.
В настоящее время проживает в Атланте.

## Биография
Ник вырос в сельской местности штата Вермонт, США. Уроки скрипки начал брать в шесть лет. Во время учёбы в школе участвовал в местных молодёжных оркестрах, но в возрасте 18-ти лет решил оставить традиционную классическую музыку. В 20 лет в течение года жил в Киото вместе с отцом; именно тогда под влиянием японской культуры он и начал сочинять собственную музыку.
В 2006 году Takénobu выиграл музыкальный конкурс авторов-исполнителей (Williamsburg Live Singer Songwriter Competition), и полученное денежное вознаграждение потратил на выпуск своего первого альбома.
9 марта 2007 года состоялся релиз дебютного альбома Introduction.
В 2008 году Ник принял участие в телепрограмме «Woodsongs Old Time Radio Hour» на одном из каналов PBS, после чего его произведения стали популярными в эфирах Pandora Internet Radio.
7 марта 2011 года вышел второй альбом, Exposition, включающий 12 композиций.
6 декабря 2011 года вышел третий альбом под названием Momotaro, посвящённого японской сказке о мальчике из персика, которую Огава читал в детстве. Несмотря на то, что названия треков указывают на ту или иную часть сказки, альбом воспринимается как одна непрерывная композиция с единым сюжетом. Состоит из 13-ти композиций.
27 ноября 2012 года вышел четвёртый альбом Climactica, записанный в Атланте. Он включает 9 треков. В записи приняли участие Brian Harper (скрипка), John Craig (ударные) и Brooke McFadden (бэк-вокал).
25 ноября 2013 года по просьбе радио Pandora музыкант выпустил мини-альбом Christmas Songs, состоящий из пяти композиций.
29 марта 2014 года Takénobu выступил в Москве в концертном зале ФИНОМИ.
В 2017 году Takénobu написал оригинальный саундтрек к фильму 42 Grams.
Помимо собственных сочинений, Ник записал партии виолончели для таких артистов, как Dessa, Lana Del Rey, Hey Ocean!, а также исполнил вступительные композиции для Stephen Kellogg, Jason Mraz, Kishi Bashi, Balmorhea и др.

## Дискография
- 2007 — Introduction (LP)
- 2011 — Exposition (LP)
- 2011 — Momotaro (LP)
- 2012 — Climactica (LP)
- 2013 — Christmas Songs (EP)
- 2016 — Reversal (LP)
- 2018 — 42 Grams (OST)

## Факты
- Takénobu — японское имя, переводится как «железная воля»[7].